# روبرت دي روتشيلد
روبرت دي روتشيلد (بالفرنسية: Robert de Rothschild)‏ هو راعي فنون فرنسي، ولد في 19 يناير 1880 في باريس في فرنسا، وتوفي في 25 ديسمبر 1946 في لوزان في سويسرا بسبب ذات الرئة.